# Людман, Тони
То́ни Лю́дман (фин. Toni Lydman; род. 25 сентября 1977, Лахти, Хяме) — финский хоккеист, игравший на позиции защитника. В 2013 году завершил карьеру игрока.

## Карьера

### Клубная карьера
Людман является воспитанником клуба «Реипас Лахти», в котором он играл в командах разных возрастов. На драфте НХЛ 1996 года он был выбран в 4 раунде под общим 89-м номером клубом «Калгари Флэймз». В 1996 году Людман дебютировал в СМ-Лиге, выступая за «Таппара». Перед сезоном 1998/99 Тони перешёл в ХИФК. В 1999 году в составе ХИФКа Людман стал серебряным призёром чемпионата Финляндии. В 2000 году он стал лучшим защитником СМ-лиги.
В 2000 году Людман уехал в «Калгари Флэймз». Он сразу стал крепким игроком основы. Людман отыграл в составе «Калгари» четыре сезона. Лишь в последнем сезоне за «огоньков» Людман поучаствовал в плей-офф НХЛ. «Калгари» в итоге дошёл до финала Кубка Стэнли, в котором уступил «Тампа Бэй Лайтнинг». Людман из-за травмы провёл лишь шесть матчей плей-офф.
Во время локаута сезона 2004/05 он вернулся в ХИФК, и сыграл в восьми матчах регулярного сезона. Также Тони сыграл в пяти матчах плей-офф, в которых отдал три результативных передачи.
После возвращения в «Калгари» Людман в результате обмена перешёл в «Баффало Сейбрз». Первые два сезона за «клинков» Людман вместе с командой доходил до финала Восточной конференции, но так и не выходил в главный финал. В ноябре 2009 года Людман был капитаном «Сейбрз».
Перед сезоном 2010/11 Людман не сумел договориться с «Баффало» о продлении контракта. 1 июля 2010 года Людман подписал с «Анахаймом» контракт на три года. Его дебют за «Уток» был отложен до середины октября из-за проблем со зрением — двоением в глазах.

### Международная карьера
Людман имеет богатый опыт выступления за сборную Финляндии. Он стал победителем юниорского чемпионата Европы 1995. Также Тони участвовал в двух молодёжных чемпионатах мира — 1996 и 1997 годы.
В 1998 году Людман дебютировал за основную сборную на чемпионате мира 1998 года. Вместе с командой Тони завоевал серебряные медали. На ЧМ-1999 он опять получил «серебро», а на ЧМ-2000 уже «бронзу». Следующие два выступления на чемпионатах мира (2002 и 2003) не принесли Людману, как и сборной, медалей.
В 2004 году участвуя на Кубке мира Тони завоевал очередную для себя серебряную медаль. В шести матчах соревнования он отдал три результативные передачи.
Последними турнирами в сборной Финляндии для Людмана стали Зимние Олимпийские игры — 2006 и 2010 годов. Если на первой Олимпиаде он завоевал «серебро», то уже в Ванкувере ему досталась «бронза».

## Статистика
| Легенда | Легенда                    | Легенда | Легенда                   | Легенда | Легенда    |
| ------- | -------------------------- | ------- | ------------------------- | ------- | ---------- |
| И       | Количество проведённых игр | Штр     | Штрафное время            | +/−     | Плюс-минус |
| Г       | Голы                       | П       | Голевые передачи          | О       | Очки       |
| -       | Статистика неизвестна      | —       | Статистика не учитывалась |         |            |

### Клубная
- a В «Плей-офф» учитывается статистика игрока в Квалификационном турнире.

## Достижения
| Год        | Команда            | Достижение                              | Достижение |
| ---------- | ------------------ | --------------------------------------- | ---------- |
| 1995       | Финляндия (юниор.) | Победитель юниорского чемпионата Европы |            |
| 1998, 1999 | Финляндия          | Серебряный призёр чемпионата мира (2)   |            |
| 1999       | ХИФК               | Серебряный призёр чемпионата Финляндии  |            |
| 2000       | Финляндия          | Бронзовый призёр чемпионата мира        |            |
| 2006       | Финляндия          | Серебряный призёр Олимпийских игр       |            |
| 2010       | Финляндия          | Бронзовый призёр Олимпийских игр        |            |

| Год  | Команда | Достижение                              | Достижение |
| ---- | ------- | --------------------------------------- | ---------- |
| 2000 | ХИФК    | Попадание в Сборную всех звёзд SM-liiga |            |
| 2000 | ХИФК    | Обладатель «Пекка Раутакаллио Эворд»    |            |

### Комментарии
1. ↑  Приз лучшему защитнику SM-liiga.